# Integumentni sistem
Integumentni sistem je organski sistem, ki predstavlja mejo med organizmom in njegovim zunanjim okoljem. Njegova vloga je predvsem zaščitna, poleg tega pa opravlja še mnogo drugih funkcij - zaznavanje okolice, vzdrževanje homeostaze, izločanje itd.
Pri človeku in ostalih vretenčarjih sestavljajo integument koža in njeni izrastki (lasje, nohti, kremplji, luske ipd.). Pri majhnih organizmih lahko ima poleg naštetih še vlogo dihanja, premikanja (s pomočjo mišic pod njim) in opore ter zelo drugačno zgradbo. Integument členonožcev tako sestavljata trden zunanji skelet in povrhnjica, ki ga izloča. Je glavna oporna struktura in ima tudi vlogo skladiščenja mineralov (npr. kalcija).